# Bovinní somatotropin
Bovinní somatotropin (zkratkou bST – bovine somatotrophin) je růstový hormon skotu. Vylučuje ho hypofýza jako polypeptid (protein), který je pro každý živočišný druh úzce specifický (na rozdíl od pohlavních hormonů nebo steroidních hormonů). Skládá se ze 191 aminokyselin. Pokud se dostane do zažívacího traktu, je tráven jako každá bílkovina. Teplem se denaturuje, mráz ho ničí (chová se jako vaječné bílkoviny).

## Typy bovinních somatotropinů

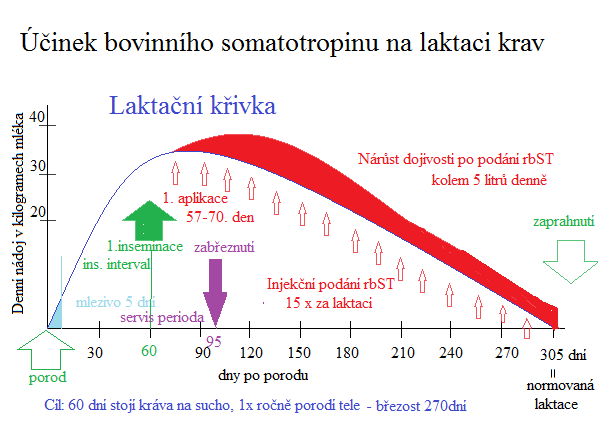
Vliv rbST na laktaci

Pokud se bovinní somatotropin izoluje z krav a používá se pro výzkumné účely, nazývá se hypofyzární bST a označuje se pbST (pituitary bST). Jeho výroba je velice drahá, vhodná jen pro vědecké účely. Průmyslová výroba bST započala díky biotechnologickému objevu rekombinace DNA. Uměle vytvořený hormon je vyráběn pomocí bakterií E- coli, do které je genetickou manipulací vložen gen na výrobu bST. Vznikne tak rekombinantní bovinní somatotropin, označovaný rbST, který má stejné účinky na skot jako jejich vlastní růstový hormon. Složení aminokyselin u pbST je naprosto stejné jako u rbST, oba preparáty se liší pouze v hodnotě izoelektrického bodu (v hodnotě pH).
rbST je první hormon, který se začal masivně používat v zemědělské výrobě.[zdroj?] V některých státech začal být používán otevřeně, v jiných státech se používal pokusně potají, aniž by o tom veřejnost věděla (např. v ČSSR společně se stimulátory růstu).[zdroj?]

## Historie
Za počátkem genetického inženýrství stojí několik objevů z oboru molekulární genetiky, které byly odměněny Nobelovými cenami. V roce 1978 obdrželi Nobelovu cenu za fysiologii a medicínu Werner Arber, Hamilon Smith a Daniel Nathans za objev enzymu restrikční endonukleázy. Dva roky poté obdržel Nobelovu cenu za chemii Paul Berg, profesor biochemie ve Stanfordu, za úspěšnou rekombinaci DNA a produkci buněk s pozměněnou DNA. Právě objev rekombinace DNA (vložení genu z DNA jednoho organismu do DNA druhého organismu) umožnil vznik geneticky modifikovaných organizmů (GMO). První enzym, který se povedlo vyrobit rekombinací, byl inzulin. Stanley N. Cohen a Herbert W. Boyer, profesoři na Kalifornských univerzitách, kteří se podíleli na jeho vývoji, si nechali také patentovat objev a výrobu enzymu rbST.

## Použití

### U mléčných stád
V dobách největšího využití aplikovalo zhruba 20% mléčných stád v USA pravidelně rbST (30 milionů krav ročně). Poslední roky se používání rbST výrazně snížilo.[zdroj?] EU zakázala podávání rbST u všech dojnic v roce 1990, Kanada v roce 2000. Poté následovaly zákazy v Austrálii, na Novém Zélandu a v dalších státech.[zdroj?]

### U masných stád
rbST lze podávat telatům od jednoho měsíce stáří. Telata mají vyšší přírůstky, lepší konverzi živin, dříve dosáhnou dospělosti.[zdroj?] U pastevních stád se hormon nepodává injekčně (stádo se obtížně chytá) a ke zvýšení produkce masa se používají jiné metody, konkrétně růstové stimulátory aplikované nejčastěji ve formě jednorázových terčů do uší (stejné jako ušní známky). Denní přírůstky stoupnou až o 30%, efektivita využití krmiva až o 15%. Používají se hormony jako je oestradiol, testosteron, TBA (trenbolone acetat = syntetický androgen), Zeranol (b-resorcylic lactones = nesteroidní hormon) a progesteron.[zdroj?]
EU má podávání růstových stimulátorů zakázáno u veškerého dobytka včetně skotu.

## Možné komplikace
- Zvýšený výskyt mastitid (větší spotřeba antibiotik do vemene)[zdroj?]
- Snížený koeficient zabřezávání (pokud se neprovádí ovariální synchronizace, ta se zlepší)[3]
- Zvýšený výskyt kulhání[zdroj?]